# 柔軟剤
柔軟剤（じゅうなんざい）とは、洗濯後繊維に柔軟性を与えるための仕上げ剤である。同時に、帯電防止のためにも使われる。

## 概要
柔軟剤に使われている陽イオン界面活性剤は、洗浄効果は低いが、柔軟仕上げ効果・帯電防止効果がある（洗剤に使われるのは陰イオン界面活性剤または非イオン界面活性剤）。また抗菌作用もある。柔軟剤の陽イオン界面活性剤は、ジアルキルアンモニウム塩などの第4級アンモニウム塩が多い。こうした界面活性剤の分子は親水基と親油基を持つが、親水基が繊維に吸着し、親油基が繊維外側を向いて覆うことで、滑りが良くなり柔軟効果が得られると考えられている。一方で、過剰な使用により水を弾きやすくなり吸水性が下がる欠点もある。
全自動洗濯機では通常、正しい投入口に入れていれば最後のすすぎ時に投入される。これは洗剤の陰イオン界面活性剤と柔軟剤の陽イオン界面活性剤が効果を打ち消し合うことを防ぐと同時に、繊維を覆った界面活性剤を残すためでもある。また最後に投入される事から洗剤に香料を入れるよりも香料が残りやすいため、香り付けを謳う商品が多い。
日本における市場規模は、2012年の販売金額は715億円、販売量は26万トン。消費は増加傾向にあるとされる。2010年の調査では、毎回の洗濯で柔軟剤を使う、との回答が6割を占めたという。

## 使用上の注意
後述の匂い：ブームとトラブルの項も参照。
- 過剰な量を使用すると、洗濯物の吸水性が低下する。そもそも、柔軟剤の使用量が多いほど衣類が柔くなる訳でもない。
- ふつう柔軟剤と洗剤を同時に使用することはできない。多くの洗剤には陰イオン界面活性剤が用いられており、柔軟剤に用いられている陽イオン界面活性剤と結合し、互いの性能が失われる[5]。柔軟成分入り洗剤も市販されているが、これらには柔軟成分としてベントナイトなどが用いられており、メカニズムは異なる[6]。
- 汚れが洗濯水中に残っている場合、柔軟剤がそれを引き寄せて、洗濯物が黒ずむことも考えられるという。
- 柔軟剤が繊維を覆うことで雑菌の温床となり、スポーツウェアなどが臭いやすくなる[7]。

など。

## 日本での歴史
日本では1962年に花王から発売された花王ソフターが最初の柔軟剤である。その後、他社からも柔軟剤が発売され、1966年にはライオン油脂がライオンソフターを発売開始している。その頃の柔軟剤は、軟らかく仕上げる効果や帯電防止を謳った製品が多かった。また色も水色のものばかりであった。花王ソフターに倣い、「ソフター」を商品名とするメーカーが多く、これは現在でも多く使われている。
1976年10月にライオン油脂がソフランSを発売しているが、色をピンクにしたり、植物性の香りをつけるなどしている。これを境にして、柔軟剤に変化が現れてくる。
1988年にライオンからソフト&ドライ、花王からはタッチが発売されているが、成分の一部を変えるなどにより、水分を良く吸い取ることを強調したものとなっている。この頃から徐々に3倍濃度を濃くした濃縮型柔軟剤が主力になってきている。
それに併せて、詰替用の製品も発売されるようになってきている。
近年発売される柔軟剤は、透明タイプや、抗菌効果、防臭効果を強調した製品が多くなってきている。防臭効果を強調する製品は、花の香りを附した、と謳うものが多い。また陽イオン界面活性剤自体も生分解性のよいエステル型ジアルキルアンモニウム塩が配合されるようになった。

## 匂い：ブームとトラブル
柔軟剤の匂いによるトラブルがある。これは、たとえば他人に不快感を与える事にとどまらず、香料による健康被害もある。
日本において、従来はにおいを抑えるための微香タイプが主流であったが、2000年代後半に香りの強い海外製のものがブームになって以来、芳香性の工夫が広がったとも言われる。あるメーカーの消費者アンケートによれば、柔軟剤購入において重視する点として、2005年以降は、本来の「肌触りを良くする事」よりも、「香り」が上回り、2011年下期の調査では、「香り」が7割にもなった、という。

### 悪臭
悪臭としては、通常の使用そのものが工場排水の規制値並みとの調査がある。日本国内外のメーカーが示す濃度の目安に従って洗濯をしたところ、臭気指数が、住宅地での工場排水の規制値レベルであった、というものである。
当然ながら香水などと同様に、柔軟剤の匂いのする衣類の着用時や（近隣の家での）洗濯時に、柔軟剤を使用している当人は良い香りと思っているものの、配慮が足りず、他人は不快に感じる場合がある。使用者が製品の匂いに慣れるとともに鈍感になることで使用量が増える場合もあり、注意が必要である。

### 健康被害
柔軟剤の匂いによる健康被害がある。症状としては、頭痛、吐き気、倦怠感、せきが止まらなくなるなどがある。それまでアレルギー症状がほとんど・全く無かった場合もあるとされる。
日本において、2000年代の半ばから、健康被害を訴える患者が急増している、との指摘がある。2008年から2013年にかけ、消費者による相談が急増し、その内疾病等の占める割合が7割を占めるとして、2013年国民生活センターが情報提供を行なった。相談の内訳は、5月から10月の半年で70%を占め、他人による柔軟剤の使用によるケースが7割を超える。
一方で、製品に含まれる香料や溶媒が健康被害の原因として疑われる中で、実際に原因物質を特定するのは難しい。香料は数千種あるとも言われるなかからブレンドされるためである。柔軟剤のメーカー等で組織する団体「日本石鹸洗剤工業会」は、製品の安全性は確認されている、という見解である。
2013年、環境省による「女性のクールビズ」と称した提案の中には、当初は香りのする柔軟剤の推奨も含まれたが、後に削除した。市民団体による、香料等の化学物質による体調不良等の懸念・批判の指摘を受けてである。

### 規制・申し合わせ
柔軟剤については、日本では品質等の表示に関する法律上の規制は無い。
2013年、国民生活センターは柔軟剤による健康被害に関して情報提供を行うとともに、製造者、輸入業者に対して配慮を求めた。国民生活センターに対し、柔軟剤のメーカー等で組織する団体「日本石鹸洗剤工業会」は、洗濯物の吸水性の過度の低下を防ぐため、適切な量を使用する事を推奨している、と説明するが、実際には「香りをもっと楽しみたい時は好みに合わせて使用量を増やして」との記載がある製品も存在する。
また日本石鹸洗剤工業会によれば、表示に関する自主基準があるという。詳細は不明。

## 注
1. 1 2  “上手に使おう 柔軟剤”.   日本石鹸洗剤工業会 (2011年6月15日). 2013年6月20日閲覧。
2. ↑  「柔軟仕上げ剤のにおいに関する情報提供」2013年、国民生活センター著
3. ↑  “2012年1月～12月洗浄剤等の製品販売統計”.   日本石鹸洗剤工業会 (2013年6月15日). 2013年9月20日閲覧。
4. 1 2 3 4  「柔軟仕上げ剤のにおいに関する情報提供」4章。2013年、国民生活センター著
5. ↑  “石けん洗剤知識: 仕上げ剤メモシート（2）柔軟仕上げ剤のメカニズム”. CLEAN AGE 206号.   日本石鹸洗剤工業会 (2006年6月15日). 2022年12月30日閲覧。
6. ↑  井上美紀; 鈴木則子「洗濯洗剤に含まれる配合剤の影響: ベントナイトについて」『日本家政学会研究発表要旨集』第59号、日本家政学会、2007年、doi:10.11428/kasei.59.0.31.0。
7. ↑  “ワークアウトウェアについた汗の臭いを取る方法”.   ナイキ (2022年5月27日). 2025年3月1日閲覧。
8. 1 2 3  “柔軟仕上げ剤のにおいに関する情報提供”.  国民生活センター (2013年9月19日). 2013年9月20日閲覧。詳細はこのサイトが提供する同名のpdf文書を参照。
9. 1 2 3 4 5  “柔軟剤：「高残香」タイプで体調不良を訴える人が増加”. 毎日新聞. (2013年8月3日) 2013年9月20日閲覧。
10. ↑  「柔軟仕上げ剤のにおいに関する情報提供」5章。2013年、国民生活センター著
11. ↑  「柔軟仕上げ剤のにおいに関する情報提供」3章。2013年、国民生活センター著
12. ↑  “柔軟剤の香りで「体調不良」 頭痛・吐き気など相談急増”. 朝日新聞. (2013年9月20日)
13. ↑  “女性クールビズ「香り」推奨を撤回 環境省、文書も削除”. 朝日新聞. (2013年6月8日)
14. ↑  「柔軟仕上げ剤のにおいに関する情報提供」7章。2013年、国民生活センター著